# 可惜沒如果
《可惜沒如果》（英語：If Only）是新加坡歌手林俊杰第11张录音室专辑《新地球》的第二波主打歌，由林夕作词，林俊杰作曲，于2014年12月15日發行。该曲同时也是八大戲劇台韓劇《布穀鳥之巢》片頭曲、韓劇《貴婦當家》片尾曲和衛視中文台韓劇《戀愛的發現》、《對我而言可愛的她》片尾曲。

## 音樂錄影帶
2014年12月19日，《可惜没如果》MV首播，该MV由陈映蓉执导，找來了Angelababy、懷秋出演。MV描述从军校毕业的林俊杰与怀秋在夜晚回到校园偷闯入学校的礼堂，林俊杰弹奏钢琴惊动了钢琴老师Angelababy，挺身而出的怀秋告诉Angelababy刚才是自己弹的琴，从而发展成揪心多角恋，林俊杰暗恋Angelababy但不敢坦白，最终错过遗憾。
而Angelababy出演该MV，缘分则来自林俊杰参与《奔跑吧兄弟》录影，在节目撕名牌环节中，Angelababy为保护队友承诺出演MV作为回报。

## 現場演出
2014年12月31日，林俊杰在「2015台北最High新年城跨年晚会」压轴登场，不仅演唱多首经典，还带来了新歌《可惜没如果》的表演。
2015年1月23日，林俊杰作为特别嘉宾加盟「奔跑吧兄弟2015魅力盛典」，现场亦演唱了该曲。

## 獎項
| 年份 | 單位                              | 獎項                 | 入圍者／作品           | 結果 | 來源  |
| ---- | --------------------------------- | -------------------- | ---------------------- | ---- | ----- |
| 2015 | 第15届音乐风云榜年度盛典          | 组委会推荐十大金曲   | 《可惜没如果》         | 獲獎 |       |
| 2015 | 第15届全球華語歌曲排行榜          | 最佳作曲人           | 林俊傑／《可惜没如果》 | 獲獎 |       |
| 2015 | 第15届全球華語歌曲排行榜          | 年度二十大金曲       | 《可惜没如果》         | 獲獎 |       |
| 2015 | 第13届MusicRadio中国TOP排行榜     | 港台年度金曲         | 《可惜没如果》         | 獲獎 | [ 4 ] |
| 2015 | 第8届城市至尊音乐榜               | 年度20大金曲         | 《可惜没如果》         | 獲獎 |       |
| 2015 | 加拿大至HIT中文歌曲排行榜年度總選 | 全国推崇十大国语歌曲 | 《可惜没如果》         | 獲獎 | [ 5 ] |
| 2016 | 第13届Hito流行音樂獎              | 年度十大華語歌曲     | 《可惜没如果》         | 獲獎 | [ 6 ] |
| 2018 | 第23届新加坡词曲版权协会颁奖礼    | 年度本地中文流行歌曲 | 《可惜没如果》         | 獲獎 | [ 7 ] |
| 2022 | 第25届新加坡词曲版权协会颁奖礼    | 年度本地中文流行歌曲 | 《可惜没如果》         | 獲獎 | [ 8 ] |

## 榜单成绩
| 榜單 (2015)                   | 最高排名 |
| ----------------------------- | -------- |
| Hito中文排行榜                | 1        |
| KKBOX華語單曲週榜（台湾）     | 1        |
| KKBOX華語單曲週榜（香港）     | 2        |
| KKBOX華語單曲週榜（新加坡）   | 1        |
| KKBOX華語單曲週榜（马来西亚） | 1        |
| 全球流行音乐金榜              | 1        |
| QQ音乐巅峰榜·港台             | 1        |
| 中国TOP排行榜                 | 1        |
| 中国歌曲排行榜                | 1        |
| 城市至尊音乐榜                | 1        |
| 醉心龙虎榜                    | 1        |

| 榜單 (2015)               | 排名 |
| ------------------------- | ---- |
| Hit Fm年度百首單曲        | 2    |
| KKBOX年度单曲榜（台湾）   | 2    |
| KKBOX年度单曲榜（香港）   | 7    |
| KKBOX年度单曲榜（新加坡） | 2    |
| 醉心龙虎榜年度顶尖100     | 16   |
| 榜單 (2014)               | 排名 |
| KKBOX年度百大单曲         | 92   |
| 榜單 (2017)               | 排名 |
| UFM 100.3 U选1000         | 17   |

## 翻唱
- 2016年6月24日 GOT7（GOT7 1st CONCERT “FLY”世界巡回演唱会新加坡站）
- 2016年10月9日 金海心（蒙面唱将猜猜猜 第4期）
- 2017年5月20日 王源（王祖蓝和他的朋友们演唱会深圳站）
- 2017年11月18日 龙千里（天籁之战第二季 第5期）
- 2018年10月26日 李盼兮（梦想的声音第三季 第1期）
- 2019年4月20日 汪睿（声音的抉择）
- 2020年1月17日 李鑫一（全民K歌 全民挑战者）
- 2020年5月26日 連詩雅（今晚唱飲歌 EP12）
- 2022年4月29日 胡彦斌、汪小敏（天赐的声音第三季 第7期）

## 幕后
以下资料整理自网易云音乐歌曲页面 （页面存档备份，存于）。
- 作词－林夕
- 作曲－林俊杰
- 编曲－蔡政勋
- 制作人－许环良
- 配唱编写－许环良
- 制作协力－王帅、周信廷
- 吉他－Jamie Wilson
- 贝斯－Kelly Wan
- 鼓－Brendan Buckley
- 弦乐四重奏－周莹、周麓、印文竹、陈华超
- 和声编写－许环良、林俊杰
- 和声－林俊杰
- 录音室－The JFJ Lab（台北）、Bloom Studio（马来西亚）、Hideout Studio（拉斯维加斯）
- 录音师－许环良、李志清、Brendan Buckley、Shawn McGhee
- 混音室－Tweak Tone Labs（北京）
- 混音师－许环良